# Große Großfußmaus

Verbreitungsgebiet der Großen Großfußmaus

Die Große Großfußmaus oder Ankarafantsika-Großfußmaus (Macrotarsomys ingens) ist ein im nordwestlichen Madagaskar endemisches Nagetier in der Unterfamilie der Madagaskar-Ratten. Der erstgenannte deutsche Name kann verwirrend sein, da die Art größer als die Kleine Großfußmaus (Macrotarsomys bastardi) und kleiner als die im Jahr 2005 beschriebene Petter-Großfußmaus (Macrotarsomys petteri) ist.

## Merkmale
Das Nagetier wird ohne Schwanz 112 bis 150 mm lang, die Schwanzlänge beträgt 183 bis 240 mm und das Gewicht liegt bei 42 bis 74 g. Die Ohren sind im Verhältnis zum Körper kleiner als bei der Kleinen Großfußmaus und länglich. Kennzeichnend ist ein weiches Fell, das oberseits graubraun ist. Eine deutliche Grenze an den Seiten zur weißen Unterseite ist vorhanden. Wie aus dem Namen erkenntlich, sind die Hinterfüße auffällig lang. Der lange Schwanz hat oberseits eine braune Farbe, während die Unterseite hellgrau ist. An der Spitze befindet sich eine kleine Quaste aus braunen Haaren.

## Verbreitung
Die Große Großfußmaus wurde erstmals im Nationalpark Ankarafantsika gefunden und bewohnt diesen sowie angrenzende Gebiete im Osten der Region Boeny. Sie hält sich im Hügelland bei 100 bis 400 Meter Höhe auf. Dieses Tier wurde in trockenen laubabwerfenden Wäldern registriert. Der Grund enthält viel Sand.

## Lebensweise
Die nachtaktive Große Großfußmaus hält sich meist in Bäumen auf und besucht am Morgen den Boden, wo sie Erdbaue gräbt. Der Eingang wird jeden Tag verschlossen. Die Nahrungssuche findet selbständig oder selten paarweise statt. Wenn ein Raubvogel in der Nähe ist bleibt das Tier regungslos. Auf dem Grund hüpft die Art auf zwei Beinen, wie ein Känguru. Der Schwanz wird dabei zum Balance-Halten benutzt. Bisher sind keine Formen von Winterschlaf oder Torpor bekannt.
Die Nahrung besteht vermutlich, wie bei der Kleinen Großfußmaus aus Früchten und Pflanzensamen. Eine nördliche Population der Kleinen Großfußmaus teilt sich das Revier mit der Großen Großfußmaus. Petters Großfußmaus lebt im Südwesten der Insel. Bei Weibchen sind die vier Zitzen paarig angeordnet. Es sind maximal zwei Neugeborene pro Wurf bekannt.

## Gefährdung
Viele Exemplare fallen streunenden Hauskatzen und Hunden zum Opfer. Im Nationalpark treten gelegentlich Brände auf. Alle Reviere zusammen decken ein etwa 3.300 km² großes Gebiet. Die IUCN listet die Art als stark gefährdet (endangered).